# Wendehausen
Wendehausen ist ein Ortsteil der Landgemeinde Südeichsfeld. Er liegt im Unstrut-Hainich-Kreis in Thüringen und hat etwa 800 Einwohner.

## Geographische Lage
Wendehausen gilt als südlichstes Dorf des Oberen Eichsfelds. Die Ortschaft liegt im Naturpark Eichsfeld-Hainich-Werratal im engen Tal des Haselbachs (Heldrabach), einem rechten Zufluss der Werra. Die Umgebung wird durch eine Mittelgebirgslandschaft und das Tal der Werra geprägt. Vorherrschende Gesteinsart ist Muschelkalk, in den sich das Flüsschen Hasel tief eingegraben hat. Westlich der Ortslage erstreckt sich – bis zur hessisch-thüringischen Landesgrenze – der Treffurter Stadtwald, ein zusammenhängendes Laubwaldgebiet von etwa 6 km² Fläche, das bis in die 1960er Jahre zum Stadtgebiet von Treffurt gehörte. Als höchste Erhebung gilt der etwa 2 km nordwestlich gelegene Karnberg (ca. 461 m ü. NN), weitere Erhebungen sind der Fritzeberg (411 m ü. NN), Ziegenberg (395 m ü. NN) und Mühlberg (391 m ü. NN).

## Geschichte
Urkundlich erwähnt wurde Wendehausen in einem Burgfrieden von 1333. Wendehausen gehörte bis 1802 zur ehemaligen Ganerbschaft Treffurt, die zu je einem Drittel dem Erzbischof von Mainz den sächsischen Kurfürsten und den hessischen Landgrafen zu Hessen-Kassel gehörte. Wendehausen war im Besitz der Mainzer Erzbischöfe und ist dadurch im Gegensatz zu den anderen Gebieten der Ganerbschaft katholisch geblieben.
Zu den Sehenswürdigkeiten im Ort zählt die 1720 erbaute Bonifatiuskirche und der Bonifatiusbrunnen, wo Bonifatius selbst neue Konvertiten getauft haben soll. In Wendehausen waren zwei Mühlen vorhanden. Die Untermühle war bis 1952 in Betrieb. Dann zerbrach das Mühlrad und musste demontiert werden. An ihrer Stelle steht heute ein modernes Wohnhaus. Die Obermühle wurde 1845 erbaut und erhielt 1911 einen Stromgenerator eingebaut. 1977 wurde das Mühlrad wegen einer Straßenverbreiterung demontiert, 1979 wurde der Mahlbetrieb der zunächst mit strombetriebenem Mahlwerk fortgesetzt werden konnte, endgültig eingestellt.
Wendehausen besaß einen Haltepunkt an der Vogteier Bimmelbahn. Das war eine Eisenbahnstrecke, die den Ort mit den Nachbarstädten Mühlhausen, Treffurt und Wanfried verband. Die Strecke wurde 1911 in Betrieb genommen. Ab 1952 wurde der Bahnhof Treffurt nicht mehr angefahren. Bis 1960 war der Güterverkehr zur Endstation Normannstein in Betrieb, wo der Wendehäuser Steinbruch mit angegliedertem Betonwerk bedient werden musste. Im Personenverkehr war die Strecke bis zum 29. September 1968 bis Wendehausen in Betrieb. Der Abschnitt Treffurt-Heyerode wurde zum Bahntrassenradweg umgestaltet, die Strecke ist ein Teil des Unstrut-Werra-Radwanderwegs. Der einstige Grenzstreifen wird als Teil des Biotop-Verbundes Grünes Band Deutschland unter Naturschutz gestellt.
Der Bezirkstag Erfurt stimmte mit Wirkung vom 3. Juni 1964 die Eingliederung des Ortsteils Kleintöpfer mit der zerstörten Kleinsiedlung Karnberg, Stadt Treffurt, mit einer Fläche von 599, 8586 ha in die Gemeinde Wendehausen, Kreis Mühlhausen zu. Zu Wendehausen gehören auch die infolge der Deutschen Teilung das abgesiedelte Gut Scharfloh sowie zwei dort überlieferte mittelalterliche Wüstungen (Grünrode und Sifterode).
Am 21. April 1995 wurde Wendehausen in die neue Gemeinde Katharinenberg eingegliedert. Mit deren Auflösung kam der Ort am 1. Dezember 2011 zur Landgemeinde Südeichsfeld.

### Wüstungen

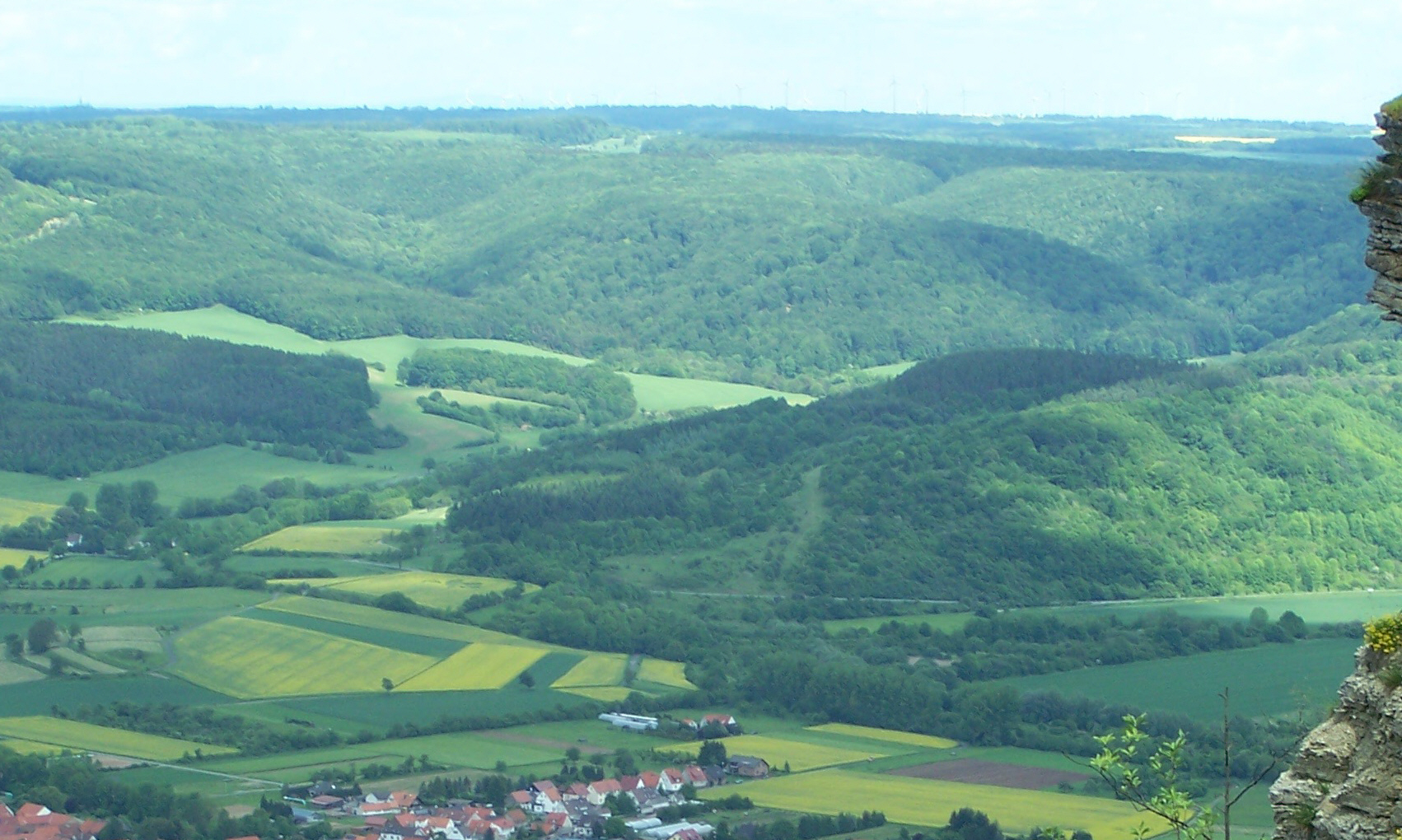
Blick vom Heldrastein in Richtung Wendehausen zum Treffurter Stadtwald (2006)

Auf dem Gemeindegebiet von Wendehausen befinden sich folgende Wüstungen:
- Kleintöpfer: Wüstung seit 1964 (Kleintöpfer kam erst 1964 von Treffurt zur Gemeinde Wendehausen)
- Vorwerk Karnberg: Wüstung seit 1952 (Karnberg kam erst 1964 mit Kleintöpfer zur Gemeinde Wendehausen)
- Gut Scharfloh: Wüstung seit 1972
- Grünrode: Der Ort lag zwischen Katharinenberg und der Landesgrenze zu Hessen südlich der Bundesstraße 249, auf der gegenüberliegenden Talseite befand sich der Ort Kesslingerode (zu Hildebrandshausen gehörend) und heute ebenfalls Wüstung. Als Grünrode 1581 erstmals erwähnt wurde, war es bereits eine Wüstung. Der Landgraf Wilhelm von Hessen übergibt der Gemeinde Wendehausen 4 Hufen Land und belehnt diese mit einem Drittel der Wüstung. Nach 1603 erhält Wilhelm von Harstall 3 Hufen in Grünrode vom Mainzer Kurfürsten.[8] Verwaltet wurde der Ort vom Mainzer Vogt in Treffurt. Um 1900 waren im Ortsgebiet von Grünrode folgende Flurstücke bekannt: Herberskopf, an der Linde, Scherfeld, am Busche, Möhntal, Schafwäsche, Dreissigacker.
- Sifterode: An der Grenze der Gemeindegemarkungen Wendehausen, Katharinenberg und Diedorf befand sich das ehemalige Dorf. 1407 belehnt das Stift Großburschla einen Eckard Steinhaus mit drei Teilen von Siebolderode und mit dem Spitelsgut Scharfloh (Spitalgut?). 1536 verkauft Kaspar von Harstall seinen Anteil an der Wüstung Sibolderode und dem Spitelsgut. 1611 belehnt das Petersstift zu Erfurt Wilhelm von Harstall mit der Wüstung.[9]

Kleintöpfer, das Vorwerk Karnberg und das Gut Scharfloh wurde infolge der nahen Grenzlage an der Innerdeutschen Grenze entsiedelt und abgerissen. Auf einer historischen Grenzkarte Ende von 1585 ist das Gut Scharfloh mit Gebäuden verzeichnet und Grünrode ohne Gebäude ist als Wüstung aber noch bekannt. Wendehausen war mit beiden Orten dem Gebiet von Treffurt zugeordnet und gehörte nicht zum historischen Eichsfeld. Der Ort Sifterode ist bereits nicht mehr in der Karte verzeichnet und war zum Zeitpunkt der Kartenerstellung vermutlich nicht mehr bekannt. Das große Waldgebiet des Karnberges ist als Wanfrieder Holz gekennzeichnet.

## Wappen
Das Wendehäuser Wappen zeigt drei grüne Brunnenkressblätter auf schwarz-weißem Hintergrund. Schwarz und weiß, die preußischen Farben, wurden vermutlich gewählt, da Wendehausen seit 1802 zu Preußen gehörte. Im Vordergrund befinden sich drei grüne Brunnenkressblätter – in Eichsfelder Mundart „Bornkärschen“.
Brunnenkresse, das „Gemüse der armen Leute“, wurde in früheren Zeiten in den Quellbächen und Zuläufen des Haselbachs sowie in den Staubereichen der Mühlräder angebaut und geerntet. Dies brachte den Wendehäusern den Beinamen „Wengehisser Bornskärschen“ ein. Lehrer Otto Mehler schrieb 1956 dazu:„In der Nähe der Obermühle war ein großer Teich, umgeben von einer Reihe stattlicher Birken. Auf dem Boden des 50 cm tiefen Wassers wurde Brunnenkresse ausgesät. In bestimmten Abständen musste das Wasser abgelassen und frisches zugeführt werden. Nach einer gewissen Zeit schaute zartes Grün zum Wasserspiegel empor. Auf kleinen Holzbänken kniend schnitten Frauen die junge Kresse ab. In Körben wurde die Ernte in die nahen Städte gebracht. Für einen Silbergroschen gab es schon ein Bündelchen. Ob man beim Verspeisen des leckeren Salatgerichts an die mühsame Arbeit der Wendehäuser Frauen gedacht hat? Noch heute fischen manche am Mühlbach nach dem saftigen Grün, doch nicht mehr um fremde Tische zu bereichern. Der Kresseteich ist längst aus dem Dorfbilde verschwunden, doch der Spitzname „Wengehisser Bornskärsche“ ist geblieben.“

## Religionen
80 Prozent der Einwohner von Wendehausen sind römisch-katholisch.

## Persönlichkeiten
- Johannes Creutzburg (1686–1738), Orgelbaumeister in Mitteldeutschland während der Barockzeit

## Politik
Ortschaftsbürgermeister ist Frank Peterseim (Wahl am 22. September 2013). Der Ortschaftsrat (Wahl am 22. September 2013) setzt sich aus folgenden Personen zusammen: Bertram Müller (Stellvertreter), Renate Döring, Marcel Degenhardt, Karl-Josef Montag, Wilfried Höppner und Stefan Montag.

## Städtepartnerschaften
Wendehausen pflegt seit vielen Jahren eine Partnerschaft mit dem französischen Ort Tillières-sur-Avre. Besonderes Engagement zeigt hierbei der Verein Deutsch-Französischer Freundeskreis Wendehausen. Dieser organisiert jedes Jahr Treffen zwischen den beiden Gemeinden.

## Sehenswertes

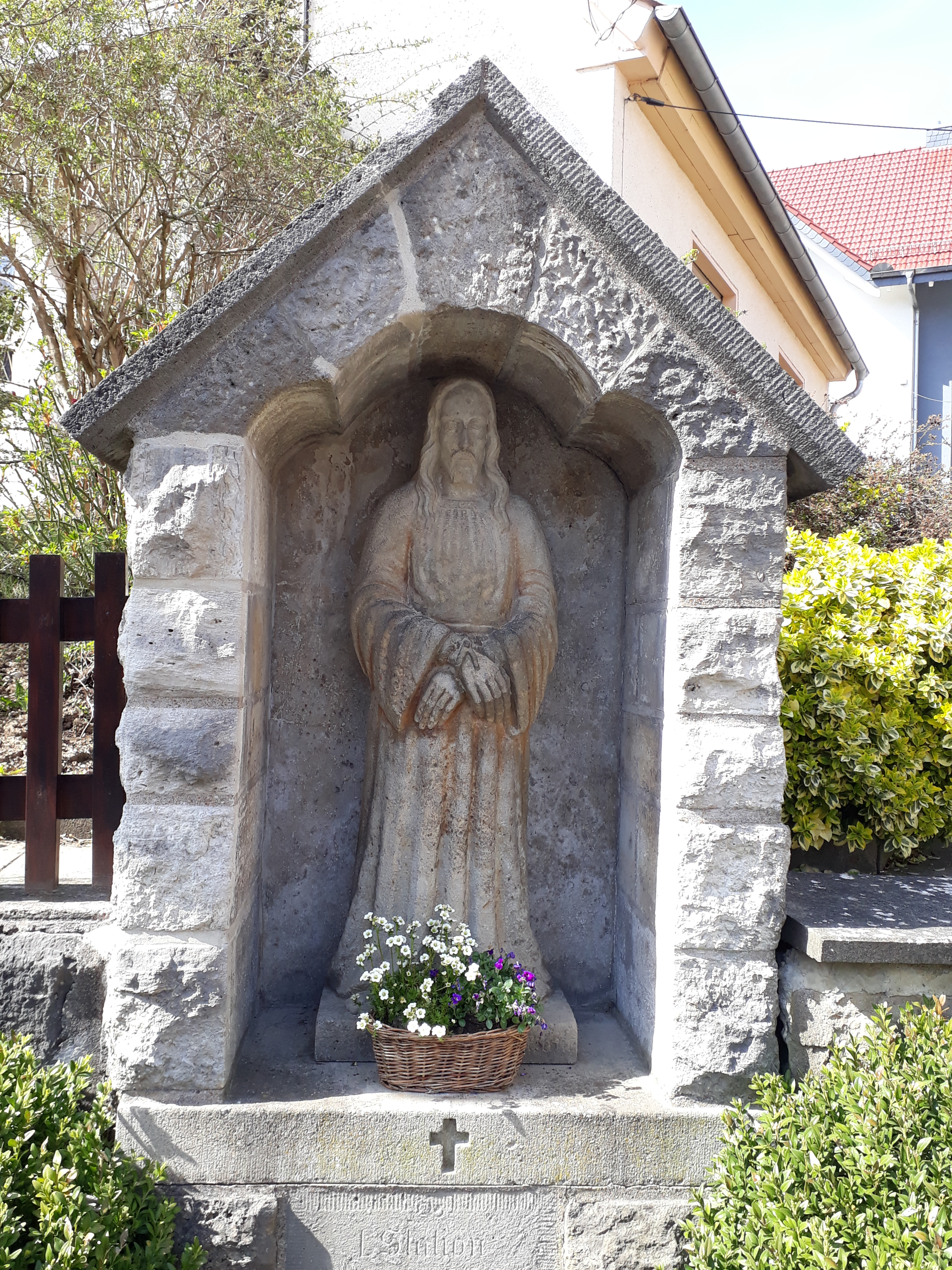
Station 1 des Kreuzweges

Zu den Sehenswürdigkeiten in und um Wendehausen gehören:
- römisch-katholische Kirche St. Bonifatius
- Bonifatiusbrunnen
- Freilandkreuzweg
- Grenzturm Katharinenberg und Grenzturm auf dem Karnberg
- Grenzschleuse an den Mainzer Köpfen

## Vereine
Zahlreiche Vereine prägen das kulturelle Leben in der Gemeinde. Über 600 Mitglieder engagieren sich dabei auf unterschiedliche Weise:
- SG Eintracht Wendehausen
- Feuerwehrverein Wendehausen
- Schützenverein 1871 Wendehausen e. V.
- Deutsch-Französischer Freundeskreis
- Carnevalverein Wendehausen
- Heimatverein Wendehausen
- Heuberg-Musikanten
- Jugendclub
- Männergesangverein 1897 e. V.
- Seniorenverein
- Kirmesverein Wendehausen